# ثيودور ن. هالر
ثيودور ن. هالر (بالإنجليزية: Theodore N. Haller)‏ هو محامي أمريكي، ولد في 1864، وتوفي في 1930.